# Disparité (biologie)
La disparité caractérise le nombre de plans anatomiques différents. Elle peut caractériser aussi bien les différences anatomiques entre les embranchements que les différences anatomiques entre des espèces et des groupes d'espèces identiques ou non[pas clair]. Elle est souvent confondue avec la diversité, qui caractérise le nombre d'espèces dans un groupe.

## Définition
La disparité peut être définie comme « la gamme des architectures morphologiques diverses présentes dans les taxons supérieurs tels que les classes, les phylums et les règnes ; utilisée pour expliquer les origines et le maintien de cette diversité de formes de vie et de plans corporels ».

## Biodiversité, Disparité et Évolvabilité
Sous ce titre, Alessandro Minelli a pubilé en 2019 un travail de synthèse où il aborde les enjeux de la conservation de la biodiversité en soulignant que compter les espèces (en termes de diversité taxonomique) ne suffit pas pour sauvegarder la biodiversité et garantir le potentiel d'évolution du vivant. Il propose de compléter cette approche par d’autres dimensions plus pertinentes pour la préservation du vivant à long terme : la disparité morphologique, la diversité fonctionnelle, la diversité phylogénétique et, surtout, l’évolvabilité :

### Limites de la simple diversité d'espèces
Les approches classiques de l’étude la biodiversité se concentrent souvent sur le nombre d'espèces et ignorent l’impact potentiel de la perte d’espèces uniques ou écologiquement clés. Une espèce rare peut en effet représenter une lignée ancienne ou jouer un rôle fonctionnel crucial. Par exemple, les mammifères présentent une disparité morphologique bien plus grande que les oiseaux, bien qu’ils soient moins nombreux. Les mammifères couvrent une grande variété de formes (baleines, chauves-souris, taupes…), de modes de reproduction et de développement, là où les oiseaux sont plus homogènes. Cela montre que disparité et diversité taxonomique ne coïncident pas nécessairement.

### Disparité et diversité fonctionnelle
La disparité est liée à la diversité fonctionnelle, qui désigne la variété des rôles écologiques (pollinisateurs, décomposeurs, prédateurs, etc.) joués par les espèces. Bien que distinctes, ces deux formes de diversité se recoupent partiellement : une forte disparité morphologique peut traduire une grande diversité de fonctions. Mesurer la disparité est donc un pas vers la reconnaissance des fonctions écologiques et des interactions qui sous-tendent les écosystèmes.

### Disparité et diversité phylogénétique
Une autre approche de la biodiversité consiste à évaluer la diversité phylogénétique, c’est-à-dire la somme des branches évolutives représentées par un ensemble d’espèces. Ici encore, la disparité joue un rôle : les lignées isolées du point de vue évolutif présentent souvent des formes ou des traits uniques (ex. : les feuilles de Welwitschia ou la ponte des monotrèmes). Cependant, diversité phylogénétique et diversité fonctionnelle ne sont pas toujours corrélées. Il est possible de conserver des lignées très distantes phylogénétiquement sans pour autant préserver une grande variété de fonctions écologiques. La disparité peut alors servir de critère correctif, en rendant visibles les traits réellement différenciés.

### Disparité et évolvabilité
L’évolvabilité, c’est-à-dire la capacité d’un groupe à générer de nouvelles variations phénotypiques héréditaires, est liée à la plasticité phénotypique (capacité à varier selon l’environnement). Or, une disparité élevée indique une richesse de formes issue d’une plasticité ou d’une flexibilité développementale, donc une réserve potentielle d’adaptabilité.

## Mesure de la disparité

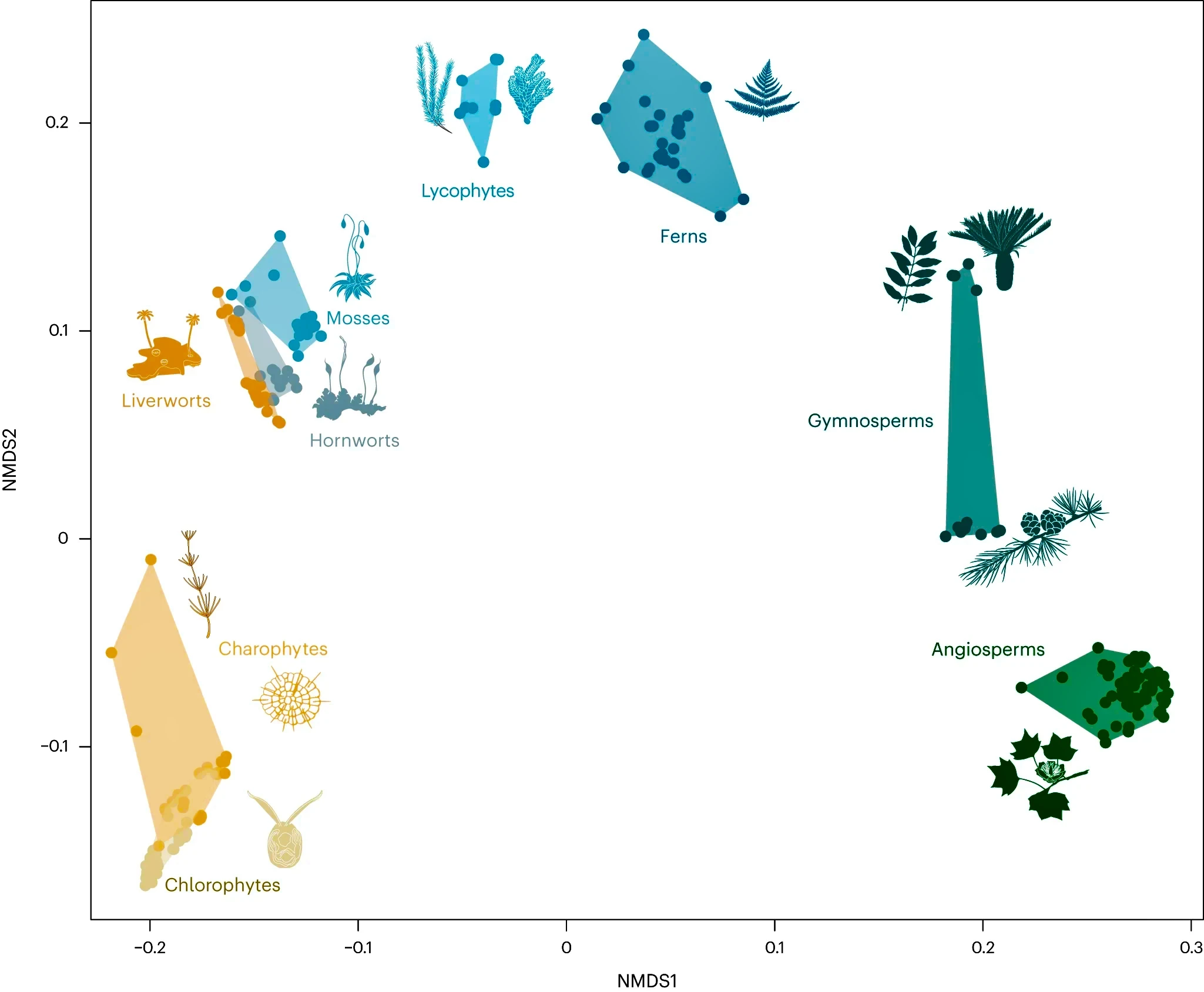
Le morphospace du règne végétal. Les taxons ayant les disparités les plus fortes occupent des superficies plus importantes.

Le concept de disparité a été introduit par Gould en 1989, puis Foote en 1993 pour indiquer la quantification de la diversité des morphologies. Initialement, il n'y avait pas de consensus sur la manière de mesurer la disparité. 
La disparité peut être décrite à partir de plusieurs types de données (par exemple, des mesures linéaires, des matrices cladistiques). La morphométrie géométrique est parfois considérée comme l'évaluation la plus objective des différences de forme. Plus précisément, la disparité peut être décrite par trois types de métriques différents et complémentaires, à savoir la taille, la densité et la position. Ces différents types de métriques fournissent des informations différentes et complémentaires. La taille est une approximation de l'espace occupé. Les valeurs plus grandes indiquant la présence de combinaisons de formes plus extrêmes. Les métriques de densité sont des approximations de la distribution des observations. Cette métrique informe sur les distances moyennes entre les formes. Les métriques de position informent sur l'emplacement des observations dans le morphospace global. Pour chaque type, de nombreuses estimations peuvent être trouvées dans la littérature.